# Áreas protegidas de Italia

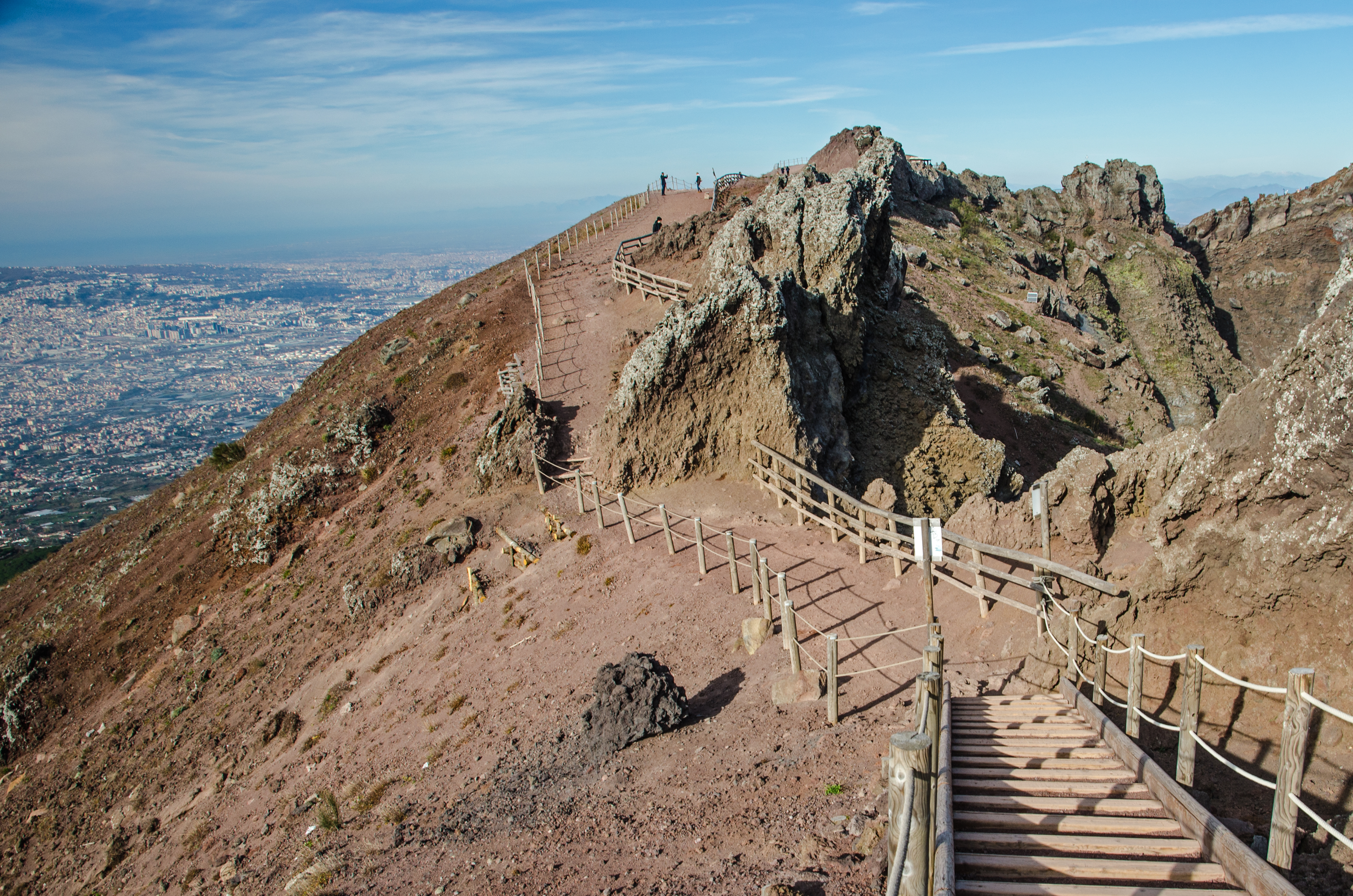
Reserva de la biosfera del Somma-Vesubio

Según la IUCN, en Italia hay, en 2022, 3948 áreas protegidas, con una superficie terrestre de 64.856 km², el 21,52% del territorio, y 57.094 km² de áreas marinas, el 10,59% de la superficie que pertenece a Italia, unos 538.881 km². De estas, 25 son parques nacionales, 148 son reservas naturales estatales, 134 son parques naturales provinciales/regionales, 365 son reservas naturales provinciales/regionales, 29 son reservas marinas naturales y áreas marinas protegidas, 171 son áreas naturales regionales protegidas de otros tipos, 1 es un área marina natural de importancia internacional y 2 sonde otro tipo. Asimismo, con designaciones únicamente regionales hay 2278 áreas especiales de conservación, 79 sitios de importancia comunitaria, 636 áreas de protección especial para las aves y 11 áreas especialmente protegidas de importancia mediterránea según el Convenio de Barcelona. Por designación internacional, hay 20 reservas de la biosfera de la Unesco, 57 sitios Ramsar y 5 sitios patrimonio de la Humanidad.

## Reservas de la biosfera

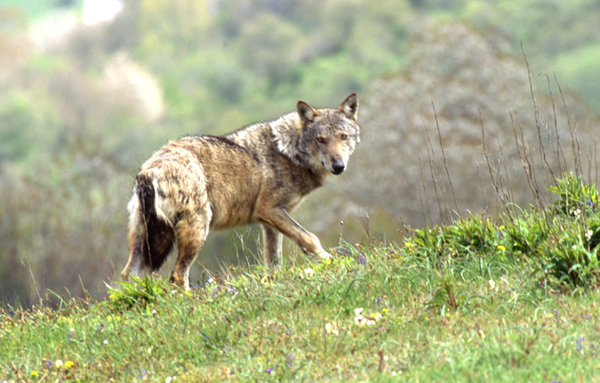
Lobo itálico, presente en la Reserva de la biosfera de Collemeluccio.

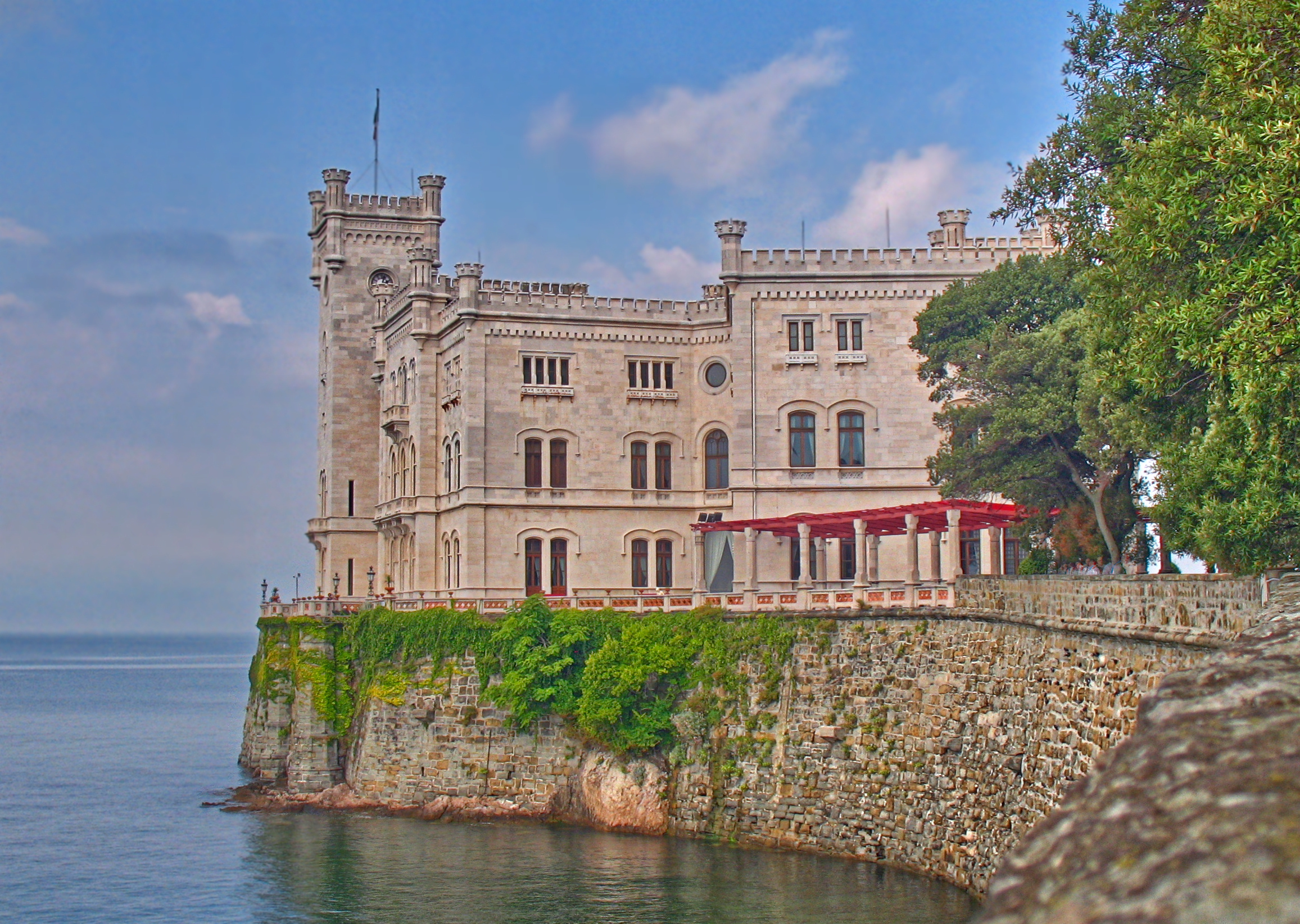
Castillo de Miramar en la Reserva de la biosfera de Miramare

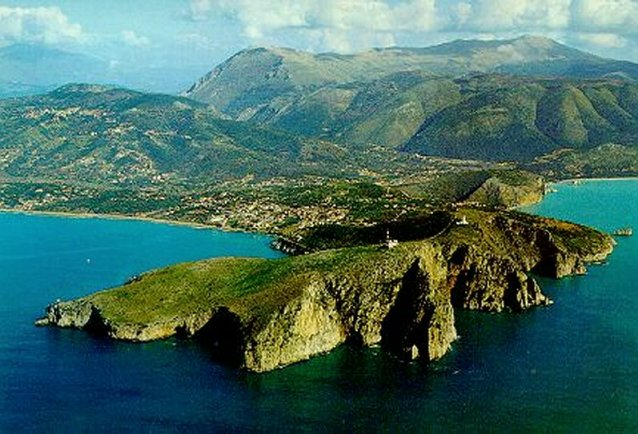
Cabo Palinuro, en la Reserva de la biosfera de Cilento y valle de Diano.

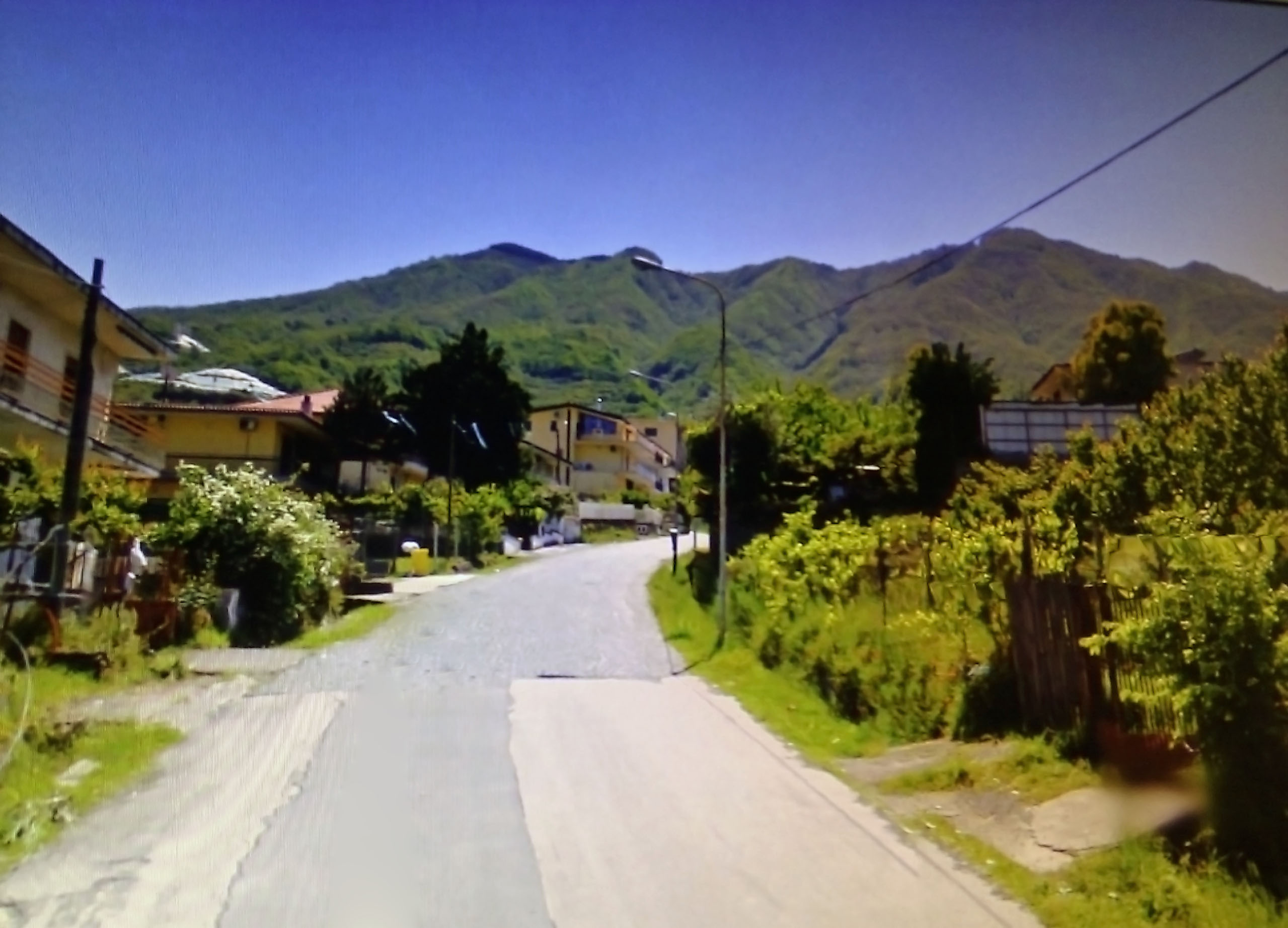
El monte Somma visto desde la localidad de Somma Vesuviana.

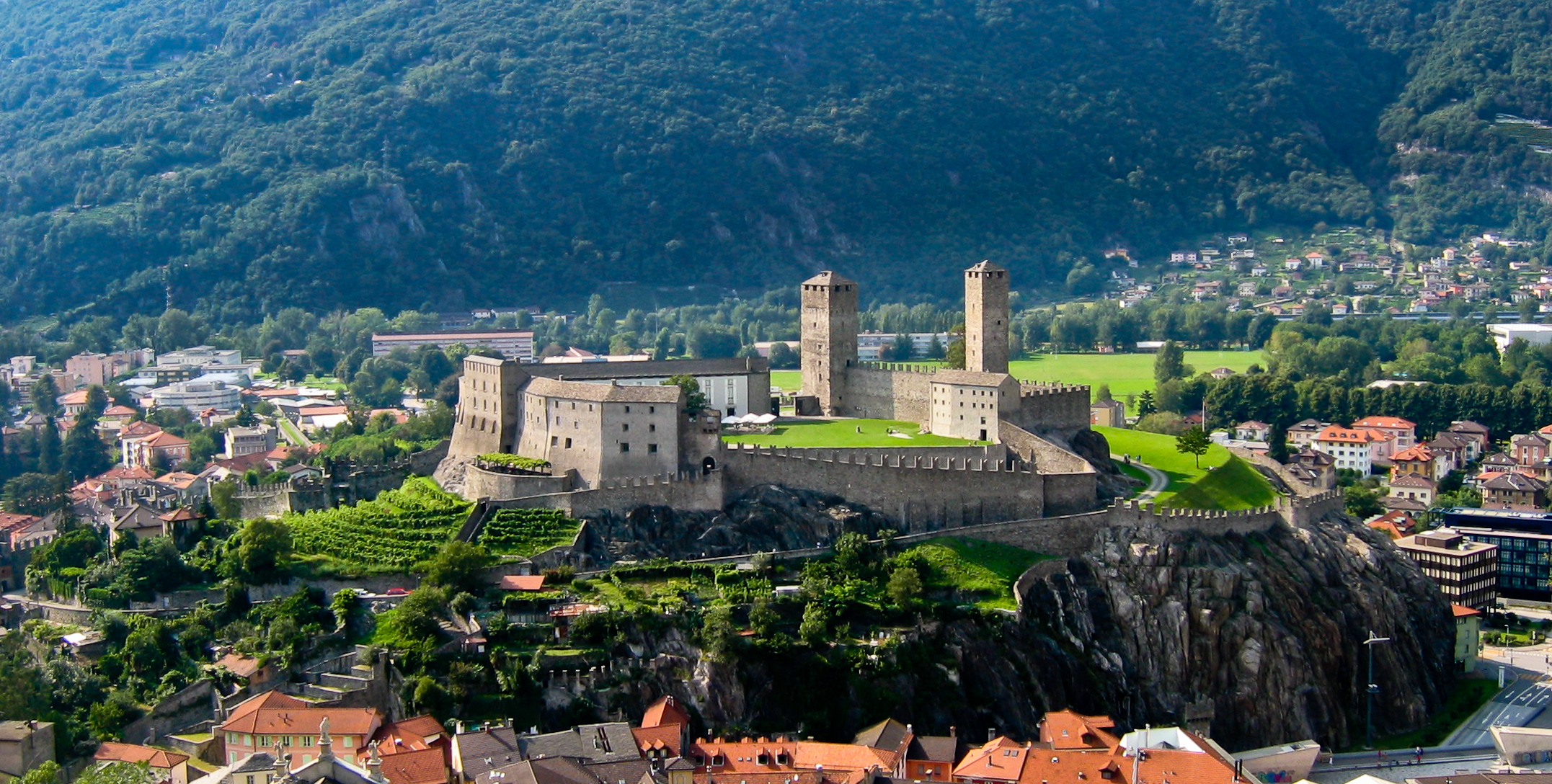
Castillo de Bellizona, en la Reserva de la biosfera de Ticino Val Grande Verbano.

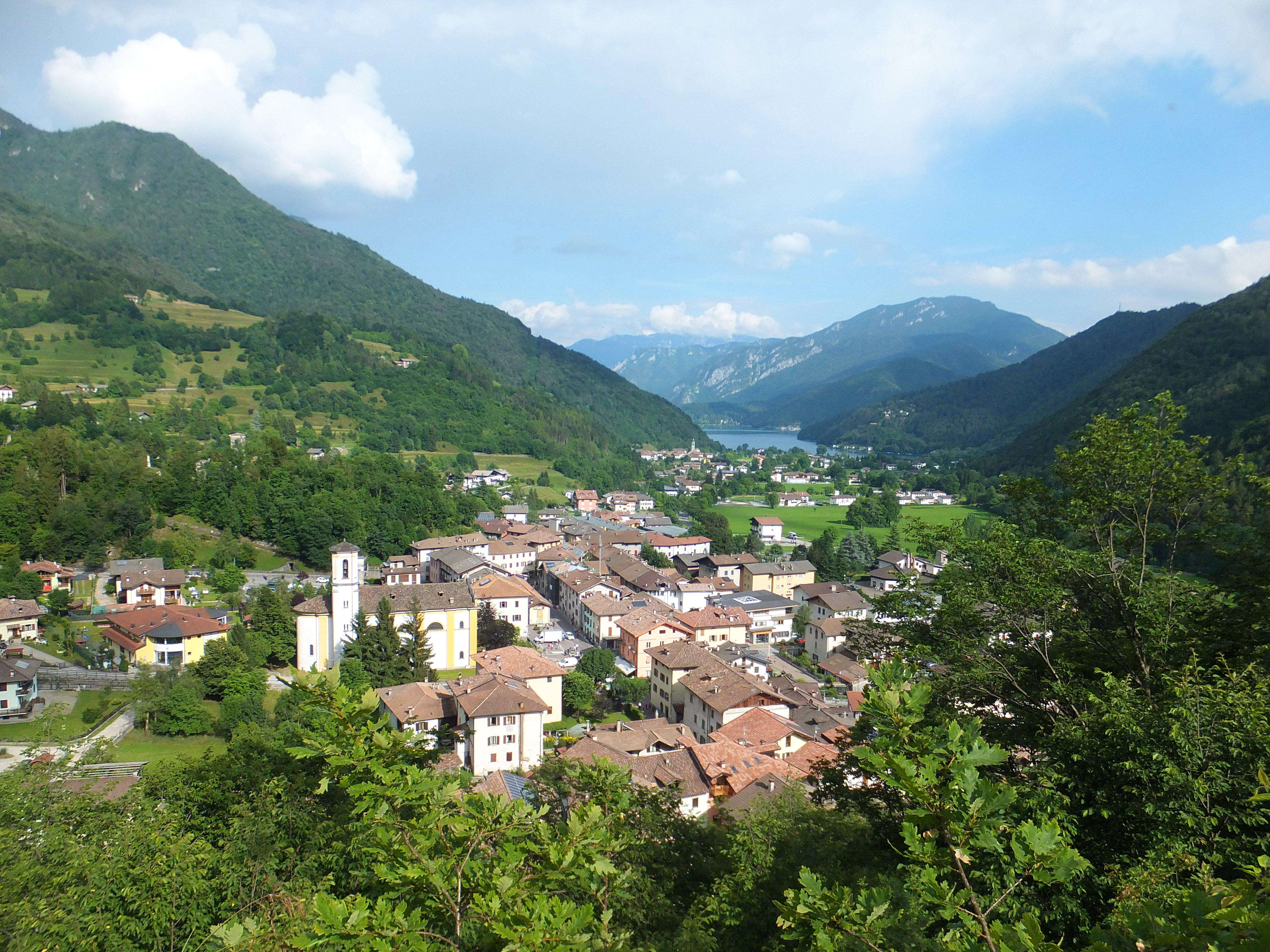
Valle de Ledro, en la Reserva de la biosfera de los Alpes ledrenses y Judicaria.

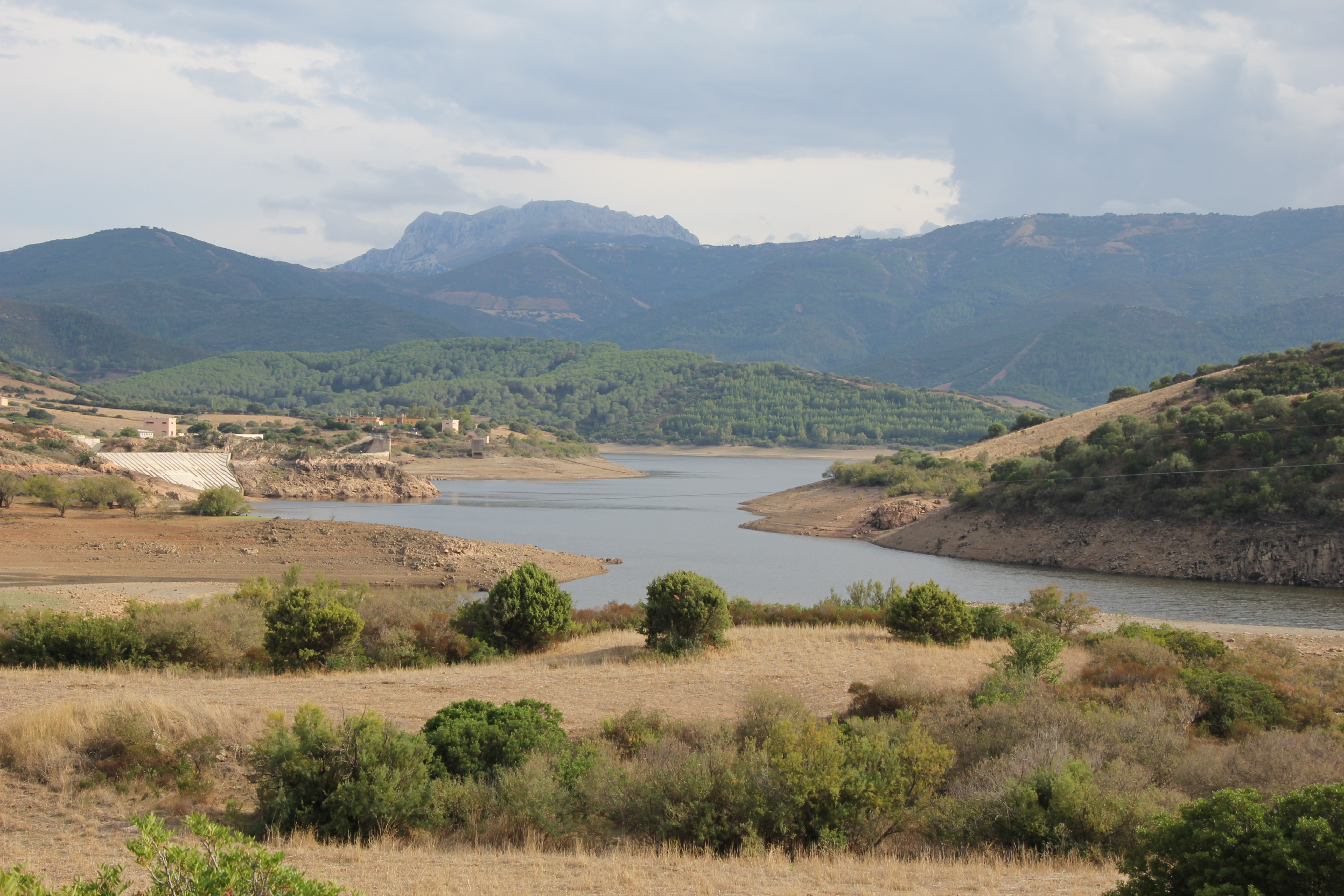
Río Posada en la Reserva de la biosfera de Tepilora, río Posada y Montalbo.

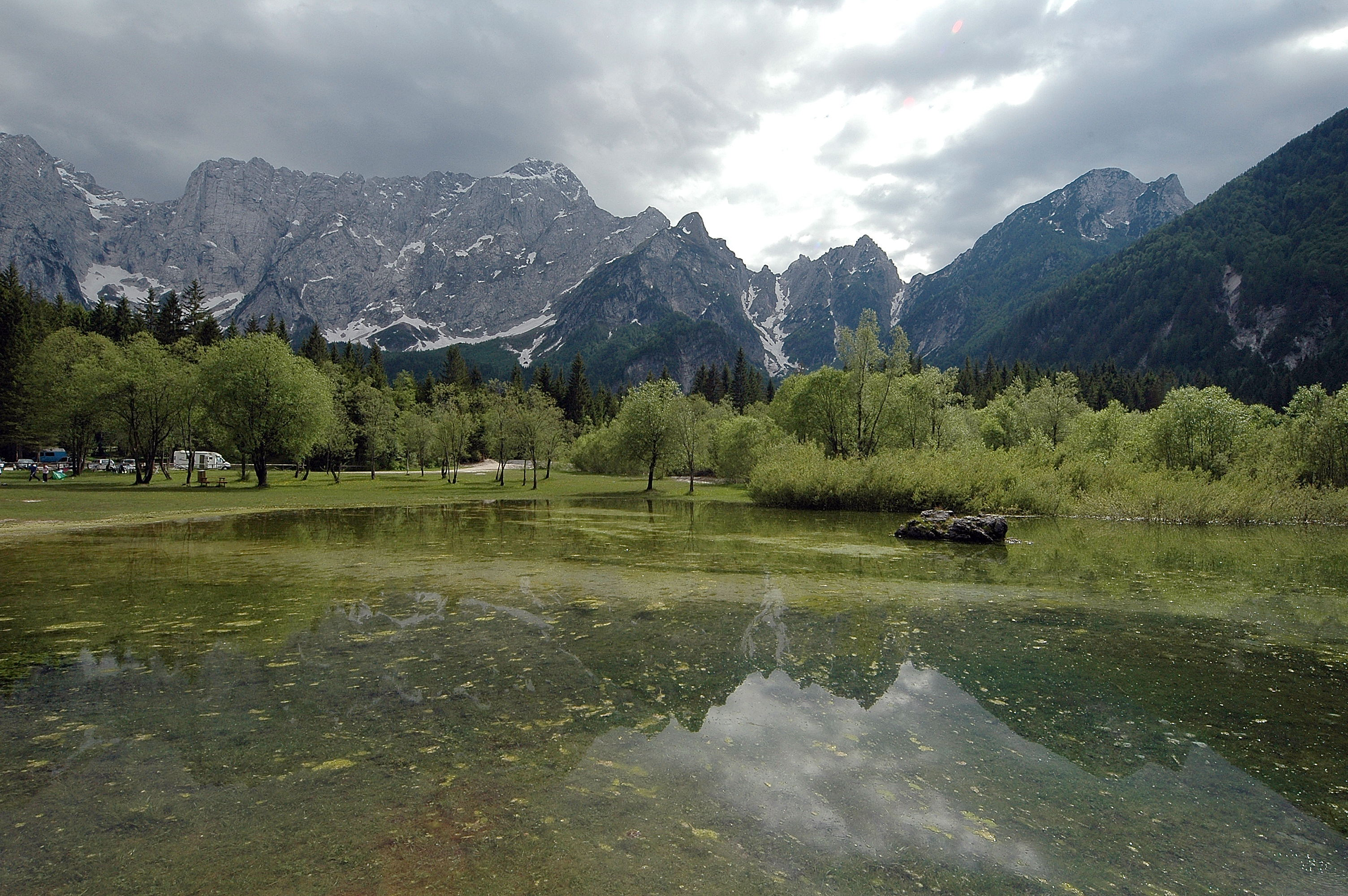
El monte Mangart (2679 m) y el lago de Fusine, en la Reserva de la biosfera de los Alpes julianos.

- Reserva de la biosfera de Collemeluccio-Montedimezzo, 1977, 252 km², 41°44′10″ N–14°16′44″ E. Se encuentra en Isernia, en la provincia de Molise. Alberga dos bosques que cubren 637 ha en un área de media montaña, entre 790 y 1065 m. El bosque está formado en un 80 por ciento por abeto común, acompañado de roble cabelludo.[3]

- Reserva de la biosfera del Circeo, 1977, 87,6 km², 100 km al sur de Roma, en la costa del mar Tirreno, solapada con el Parque nacional del Circeo. Es una zona de interés natural, hidrogeológico y faunístico. Comprende una llanura boscosa junto a una serie de dunas continentales, tres lagos costeros, marismas y el macizo calcáreo del monte Circeo, de 541, así como campos agrícolas y pastos. Incluye el sitio Ramsar del lago de Caprolace. El paisaje costero está formado por los humedales que corresponden a las lagunas Pontinas, y el bosque de Terracina. Las lagunas y los lagos interiores están separados del mar por un cinturón de dunas de 25 km de longitud. El bosque de robles posee pequeñas depresiones inundadas con vegetación higrófila. Hay algunas plantaciones con pino y eucalipto. Entre los mamíferos hay 14 tipos de murciélagos, jabalíes, unas 280 especies de aves, 16 de reptiles, 8 de anfibios y 50 de peces.[4]

- Reserva de la biosfera de Miramare, 1979, 30,6 km². A 7 km de la ciudad de Trieste, en el golfo de Trieste, cerca de la frontera eslovena. Está formada por un promontorio rocoso de karst con acantilados costeros y playas.[5]

- Reserva de la biosfera del Cilento y Valle de Diano, 1997, 3955 km², con un núcleo de 228 km², de los que 35,6 km² son áreas marinas. Se superpone al Parque nacional de Cilento y valle de Diano, que tiene 1800 km², en la Campania, al que añade sus áreas contiguas. Está formado por varios valles fluviales en el centro sur de Italia que descienden hasta el mar Tirreno. El Vallo de Diano o Valdiano es una fértil cuenca de origen tectónico entre 450 y 480 m de altitud, formada por 15 municipios y 829 km², que fue un lago en el Pleistoceno, rodeada al norte por los montes de la Maddalena y al oeste por el Cilento, subregión montañosa entre los golfos de Salerno y Policastro. Las montañas dolomíticas poseen los rasgos típicos del karst, con dolinas y cuevas. La costa consiste en acantilados, bahías y playas de arena, con cuevas marinas y manantiales de agua dulce. La vegetación esclerófila mediterránea se divide en diversos hábitats según la altitud, desde la garriga costera a los bosques de robles, carpes, arces y retazos de hayedos en las alturas, con praderas en las cumbres. En la zona se han sucedido diversas culturas, empezando por la musteriense, la de gaudo y la de Villanova. En 1991, el parque fue inscrito en el patrimonio de la humanidad de la Unesco, con los restos arqueológicos de Paestum, Velia y la Cartuja de Padula. El logo del parque es una prímula, Primula palinuri, endémica entre el cabo Palinuro y la costa Maratea. En el área también se incluyen la Reserva natural de Foce-Sele-Tanagro, con el oasi de Persano, un humedal catalogado como sitio Ramsar,[6] y la reserva marítima de Punta Licosa, en el municipio de Castellabate.[7]

- Reserva de la biosfera de Somma-Vesubio y Miglio d'Oro, 1997, 135 km2, con un área central de 43,6 km². Incluye el Parque nacional del Vesubio y un área de transición que llega hasta la costa. Incorpora la localidad de Pompeya y las villas vesubianas, construidas por las familias ricas napolitanas en los siglos XVI y XVII, conformando el llamado Miglio d'oro. Las áreas arqueológicas de Pompeya, Herculano y la Torre Annunziata son patrimonio mundial de la Unesco. El complejo Somma-Vesubio incluye la caldera del monte Somma y el gran cono del monte Vesubio. El monte Somma (1132 m) son los restos de un gran volcán en el cual  creció el posterior Vesubio (1281 m); se extiende en forma de semicírculo al norte y nordeste de este; al norte, la pendiente es menor y está surcada por profundos valles. La flora que ha colonizado la zona es mediterránea y comprende más de mil especies. Destaca la presencia de abedules y el helecho Pteris vittata; entre las aves, el busardo ratonero, y entre los mamíferos, zorros y conejos.[8]

- Reserva de la biosfera de Ticino Val Grande Verbano, 2002 (ampliada en 2018), con una extensión de 3320 km², un área núcleo de 180 km², una zona colchón de 510 km² y una zona de transición de 2630 km². La reserva sigue el valle del río Tesino, en el norte de Italia, que tiene un recorrido de 248 km desde el Passo di Novena, en Suiza, hasta su confluencia con el río Po, entre Piedemonte, al oeste, donde llega a las riberas del lago Mayor, y Lombardía, al este. Forma un corredor en una zona muy humanizada e industrializada, con 668.000 habitantes, en la que hay humedales, bosques de ribera y fragmentos del bosque primario de llanura que cubría el valle en tiempos de los romanos.[9][10]

- Reserva de la biosfera del archipiélago Toscano, 2003, 946 km², con un área núcleo de 42 km². Conjunto de siete islas (Gorgona, Capraia, Elba, Pianosa, Montecristo, Giglio y Giannutri) y unos pocos islotes aislados en el mar Tirreno, cubiertas por bosque perenne esclerófilo, con pinos, maquia, matorrales y bosque de robles y castaños. En 2014 vivían unas 30.000 personas en las islas. Coincide con el Parque nacional del Archipiélago Toscano.[11] Hay unos 30 sitios prehistóricos en las islas, entre ellos algunos etruscos y villas romanas. Tres de las islas, Capraia, Gorgona y Pianosa fueron islas prisión en el siglo XIX.[12]

- Reserva de la biosfera del bosque costero de Toscana, 2004 (Bosque o Selve Pisana, ampliado y renombrado en 2016), 431 km², con un núcleo de 82,5 km². Está situado en la costa mediterránea del Tirreno, al oeste de Pisa, entre Viareggio y Livorno, en la región de la Toscana. El ecosistema incluye, en un entorno casi plano, dunas, humedales, bosques de pinos y zonas agrícolas con setos. Uno de los principales objetivos es conservar el entorno de las dunas, debido a la presencia de especies pioneras que consolidan la arena. Los humedales ocupan centenares de hectáreas, como en la Reserva natural de Lame di Fuori[13] o en la Reserva natural de la Guidicciona, que forman parte del Parque natural de Migliarino-San Rossore-Massaciuccoli.[14] En esta zona, se reproducen numerosas aves, entre ellas la garza imperial, el avetoro común y la garcilla bueyera. Viven unas 70.000 personas en la zona.[15]

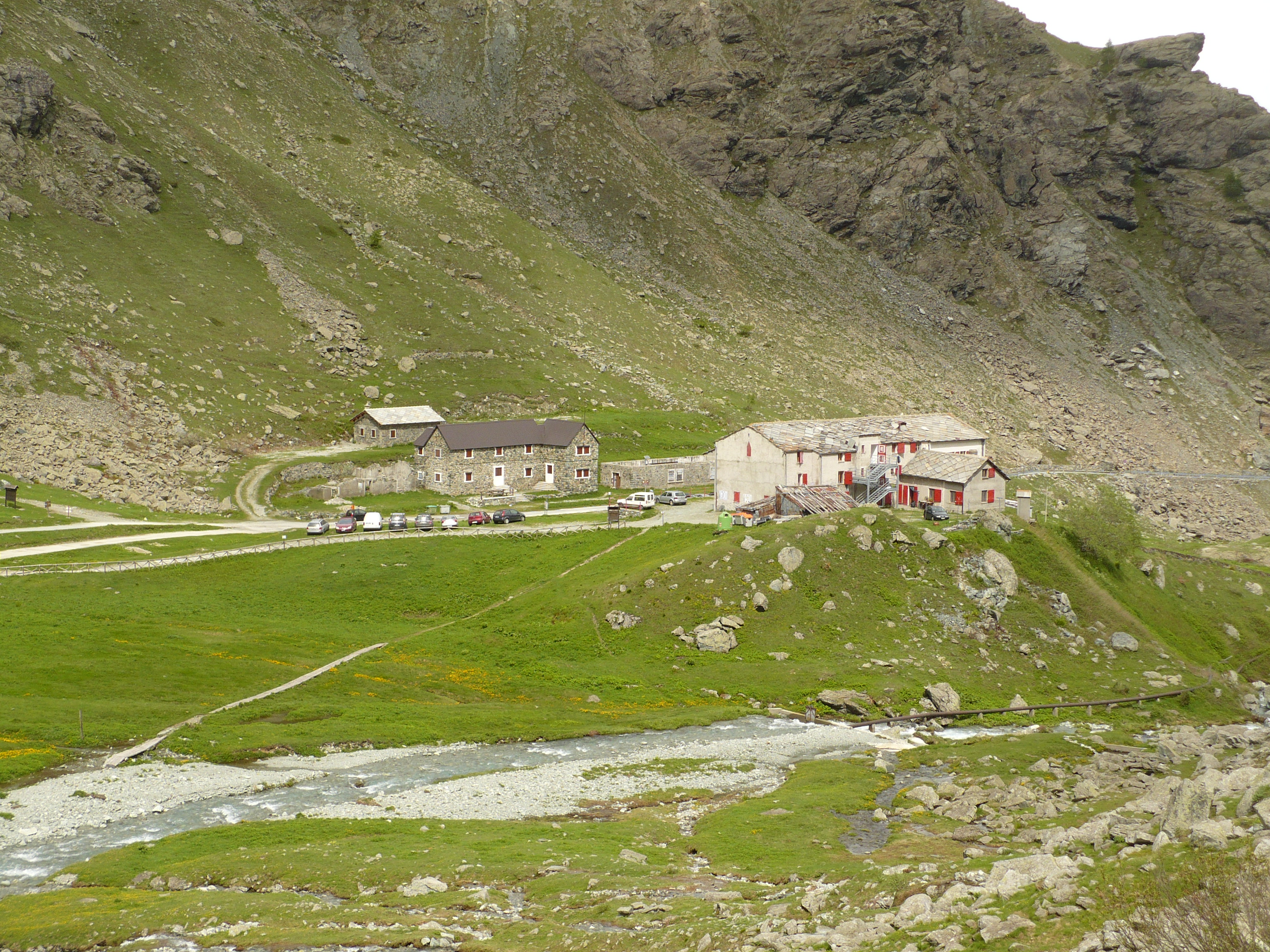
Pian del Re, lugar de nacimiento del río Po, en la Reserva de la biosfera del Monviso.

- Monte Viso/Reserva transfronteriza de la biosfera del Monte Viso (Francia/Italia), 2013, 4270 km², de los que 2939 km² en Italia, con un núcleo en este país de 133 km² y 45,6 km² en Francia. Rodea el monte Viso o Monviso, de 3841 m, con un paisaje árido y rocoso en las alturas y un ecosistema de bosque que incluye pino cembro, entre otros. El bosque de Alevè es la única zona intacta de la reserva. Los bosques de ribera siguen los afluentes del río Po, desde el Pian del Re, a 2020 m, donde nace el propio río Po, hasta Casalgrasso, a 240 m. Entre la fauna, Salamandra lanzai, culebra lisa europea, mariposas apolo y calimorfa, gallo lira común y armiño. Entre la flora, Primula hirsuta, Veronica allionii y Juncus triglumis.

- Reserva de la biosfera de La Sila, creada en 2014, con 3573 km², de los que 68 km² de núcleo. Está situada en Calabria, en el sur de Italia, e incluye el Parque nacional de La Sila. es una amplia zona rectangular formada por las principales montañas de la meseta de La Sila, una región de 1500 km2 en la zona central de Calabria. La meseta está formada por montañas redondeadas muy erosionadas salpicadas con altas montañas y picos desde los que descienden los principales ríos de la región (Crati, Tacina, Neto, Trionto, Savuto, Corace etc.). Hay morrenas glaciares entre 1600 y 1700 m en el monte Botte Donato (1928 m), así como fuentes y lagos. En las zonas bajas alrededor de la meseta se extienden llanuras aluviales y valles que alcanzan a cubrir hasta 4000 km2. El bosque predominante es de pinos con una amplia diversidad de hábitats en que también aparecen bosques de hayas con abetos, con matas de robles, encinas, alcornoques y castaños. Hay lobos, ciervos, corzos, jabalíes, gatos monteses y martas.[16]

- Reserva de la biosfera de los Apeninos Tosco-Emilianos, creada en 2015, con 2232 km², de los que 101 km² de núcleo. En las regiones de Toscana y Emilia Romana en el centro norte de Italia. Cubre los Apeninos desde el paso de la Cisa al paso del Forbici, una zona que representa la transición entre la Europa continental y la Europa mediterránea. Alberga el 70 por ciento de las especies de Italia. Su principal actividad es la agricultura. Hay 38 municipios en 5 provincias, con unos 100.000 habitantes. Hay unas 122 especies de aves, además de lobos y águilas reales.[17]

- Reserva de la biosfera de los Alpes ledrenses y Judicaria, 2015, 474 km², en el sudoeste del Trentino, de los que 48 km² de núcleo. Va desde los 63 m de altitud del lago Garda hasta los 3173 m de la Cima Tosa, en los Dolomitas de Brenta. Incluye un mosaico de paisajes, desde los que tienen influencia mediterránea y lacustre hasta los alpinos y glaciares. Abarca diez comunas: Bondone, Bleggio Superiore, Comano Terme, Fiavé, Ledro, Riva del Garda, San Lorenzo Dorsino, Stenico, Storo y Tenno, y se puede dividir en cuatro regiones: el Giudicare, que comprende los cursos altos de los ríos Sarca, que alimenta el lago Garda y el río Chiese, que alimenta el lago Idro; la zona de Tenno, que conecta con la anterior por el Passo del Ballino e incluye el lago de Tenno; el valle de Ledro, con el lago de Ledro y una parte del valle del Chiese. La reserva forma parte de un corredor que une el Parque natural de Adamello-Brenta en el norte, con el Parque del Alto Lago Garda, en Lombardía, en el sur. La parte central se caracteriza por la presencia de laderas rocosas, en gran parte cubiertas de bosques mixtos, con claros de pastos. La parte sur de  caracteriza por las altas montañas, con bosques de coníferas, pastos, y cimas rocosas en los Dolomitas. Hay linces, y desde su reintroducción en 1996 en el parque de Adamello, hay unos 30 osos pardos en los Alpes centrales.[18]

- Reserva de la biosfera del delta del Po,	2015, 1394 km², con un núcleo de 135 km². En la llanura del delta del Po, en el norte de Italia, creada por la confluencia de las muchas ramas del río. Comprende sistemas de dunas costeras, lagunas, charcas, marismas, dunas fósiles, canales, bosques costeros de pinos, vastos humedales salobres y tierras cultivadas con arrozales. Hay unas 360 especies de aves, incluyendo la garza imperial, la espátula común, el morito común, la garceta común y una colonia de flamencos rosa que alcanza los diez mil. El llamado ciervo de la Messola (Cervus elaphus italicus) es una variedad única de ciervo común, y es el único mamífero. En la región se encuentra la ciudad de Ferrara, patrimonio mundial de la Unesco, así como tres sitios Ramsar, el valle del Gorino y territorios colindantes, el valle Bertuzzi e Specchi d’Aacque Limitrofi y el Residue del Comprensorio di Comacchio. En la zona hay unos 118.000 habitantes, y se halla a menos de cien km de cuatro ciudades grandes: Rovigo, Ferrara, Venecia y Ravena.[19]

- Reserva de la biosfera de la Colina del Po, 2016, 1712 km², con un núcleo de 38,5 km². En el norte de la región del Piamonte, cubre una fracción del río Po con sus principales tributarios y la llamada en otro tiempo montaña de Turín y ahora Collina Torinese o colina de Turín y, en el caso de la reserva, colina del Po o Collina Po, una cadena de montes de poca altitud que flanquea el río por la derecha, al este de Turín. El río es el principal elemento de la reserva, con sus numerosos humedales, que son la principal reserva de biodiversidad en la llanura de Turín. La colina está formada por rocas sedimentarias de origen marino, fácilmente erosionables, por lo que tiene importancia en la formación de los bosques de ribera. Entre las especies más abundantes destaca el barbo itálico, el tejón común, el murciélago grande de herradura, la serpiente de agua (Natrix tessellata) y 136 especies de aves, entre las cuales el esmerejón o halcón merlín, el cárabo común y la espátula común. En la zona se encuentran ocho de las llamadas Residencias de la Casa Real de Saboya, que son patrimonio cultural de la humanidad. En la reserva viven 1,5 millones de personas, entre las que 900.000 en la ciudad de Turín.[20]

- Reserva de la biosfera de Tepilora, río Posada y Montalbo, 2017, 1400 km², con un núcleo de 104 km². En el nordeste de Cerdeña, en la provincia de Nuoro, en una zona montañosa limitada por la cuenca del río Posada y el macizo que lo rodea (desde el monte Montalbo, de 1127 m, a los montes Alá y el monte Nieddu, de 556 m). Incluye el Parque natural regional de Tepilora, Sant'Anna y río Posada, también llamado Parque natural regional dell'Oasi di Tepilora o simplemente de Tepilora, centrado en el monte Tepilora, de 528 m.[21] En la zona, hay muflones, gatos silvestres, perdiz moruna, liebres, martas, calamón común y jabalíes. Hay 183 plantas endémicas de la isla y 91 plantas endémicas de la zona Cerdeña-Córcega-archipiélago toscano. También forma parte del Parque geomineral histórico ambiental de Cerdeña.[22]

- Reserva de la biosfera del monte Peglia,	2018, 423 km², con una zona núcleo de 45 km². En el centro de Italia, en la confluencia de dos cuencas, la del río Tíber, al este, y la del río Paglia, al oeste Consiste en una amplia zona boscosa en torno al monte Peglia. El monte Peglia, de 837 m, es un volcán extinto en la comuna de San Venanzo que se halla al sur de la reserva, seguida de una serie de colinas más bajas en el centro y el norte. En el bosque, relativamente bien conservado, hay más de mil especies de plantas, entre ellas diversos tipos de robles, carpes, madroños, fresnos, arces, ailantos, algarrobos y pinos, y especies raras como las parásitas Cytinus ruber y Cytinus hypocistis.[23]

- Reserva de la biosfera de Val Camonica y Alto Sebino,	2018, 1356 km², con una zona núcleo de 341 km². En la parte oriental de Lombardía, en un paisaje alpino y prealpino con profundos valles, algunos de los picos más altos de Europa en el grupo Adamello-Presanella y el glaciar del monte Adamello, desde cuya altitud, a 3539, desciende hasta el lago Iseo, uno de los mayores de Italia, a 200 m de altitud. Posee ríos, lagos, bosques, glaciares y praderas.[24] El valle de Camonica, o Val Camonica, es uno de los valles más extensos de los Alpes, cerca de 90 km de largo con 1347 km². Comienza en la Corna Trentapassi cerca de Pisogne, sobre el lago Iseo, y acaba en el Passo del Tonale, a 1883 m s. n. m. Está atravesado en toda su longitud por el río Oglio, que nace en Ponte di Legno de la unión de los torrentes Frigidolfo y Nacarello y acaba en el lago de Iseo (también llamado Sebino) entre los pueblos de Pisogne y Costa Volpino. En la zona viven unas 121.000 personas, con muchos pueblos de entre 1000 y 1500 habitantes y solo uno con 15.000, Darfo Boario Terme.

- Reserva de la biosfera de los Alpes julianos, 714 km², con una zona núcleo de 96 km². Se encuentra en el nordeste de Italia, donde los Alpes calizos meridionales se unen con los de Eslovenia. La reserva, creada en 2019, es adyacente a la Reserva de la biosfera de los Alpes julianos eslovenos, que incluye el Parque nacional del Triglav, creada en 2003.[25] Constituye un importante corredor alpino, tanto para carnívoros como para aves. En el plano cultural, es un lugar de encuentro de las culturas latina y eslava, manifestada en el lenguaje, y forma parte del proyecto de una Ecorregión transfronteriza de los Alpes julianos.[26] La especificidad biológica de la región depende de la altitud, con elevadas precipitaciones. Biogeográficamente, pertenece a las Tierras altas de Europa central, muy cerca de la zona de influencia de los Balcanes y el bosque templado centroeuropeo. Entre los mamíferos hay osos y linces.[27] La reserva engloba 11 municipios de la región italiana del Friul. La reserva de la parte eslovena engloba 10 municipios y cubre un área de 1957 km2, el 11% de la superficie de Eslovenia.[28]

- Reserva de la biosfera del Po Grande,	2019, 2866 km², con un núcleo de 201 km².	Cubre el tramo central del río Po, en una cuenca muy afectada por las actividades humanas. La población en la reserva de unos 541.000 habitantes. El ecosistema está formado por el lecho del río y sus ramales, con humedales y lagunas de meandro, islas fluviales, bosques de ribera, praderas húmedas y zonas agrícolas. La reserva incluye una red de zonas Natura 2000, en zonas naturales y semi-naturales. Entre los árboles, hay dos especies dominantes, el sauce y el chopo, pero también el álamo negro e híbridos con especies norteamericanas. Las arboledas alterna con zonas abiertas donde se cultivan cereales y forraje. La zona está bien acondicionada para el turismo.[29][30]

- Reserva de la biosfera del monte Grappa, 2021, 661 km². En el monte Grappa, en los Prealpes Vénetos en la región de Véneto.[31]

## Patrimonio natural de la Humanidad
- Islas Eolias
- Monte San Giorgio, transnacional entre Suiza e Italia

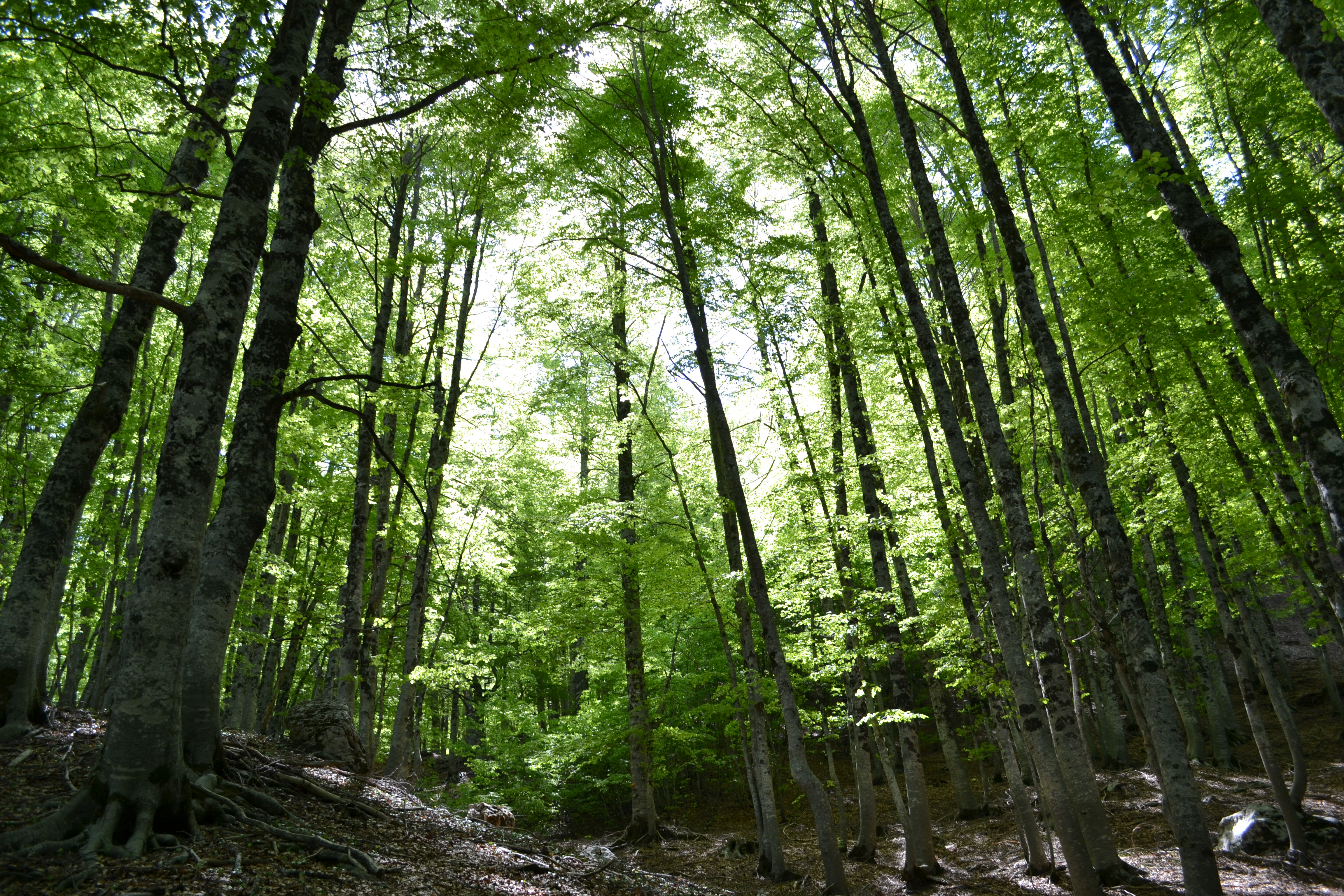
Hayedo de Val Cervara, patrimonio de la humanidad

- Hayedos primarios de los Cárpatos y otras regiones de Europa. Este sitio transfronterizo abarca un total de doce países a lo largo de los Cárpatos, los Alpes dináricos, el Mediterráneo y los Pirineos. En Italia se reconocen 13 bosques desde la Emilia Romana a la Basilicata. Destacan los bosques del Parque nacional Foreste Casentinesi, en Emilia-Romaña, que fue la primera reserva natural en Italia en 1959, protegido por las dificultades de su acceso; posee 784 ha de hayedos rodeadas por el parque. Es uno de los diez bosques más antiguos del hemisferio norte, con árboles de más de 500 años, y su acceso está prohibido. Otro bosque imponente, de más de 1000 ha, se halla en Val Cervara, en el Parque nacional de los Abruzos, Lacio y Molise; entre 1600 y 1850 m de altitud, hay lobos, osos pardos y ciervos en la zona.[32] En el Lazio, los bosques del monte Cimino (1053 m), en Soriano nel Cimino cubren unas 60 ha en un viejo volcán. También en Lacio, se encuentra la Faggeta vetusta, del monte Raschio, con 74 ha a unos 500 m de altitud. En Puglia, el bosque, conocido como la Foresta Umbra, cubre unos 105 km2 dentro del Parque nacional del Gargano, un resto del viejo Nemus Gargaricum, bosque caduco de hayas, robles, arces y encinas. Por último, el bosque de hayas de Cozzo Ferriero, en el corazón del Parque nacional del Pollino, de 70 ha, entre las regiones de Basilicata y Calabria, con árboles que alcanzan los 500 años.[33]
- Dolomitas
- Monte Etna